# پارک ملی آتشفشان آرنال
پارک ملی آتشفشان آرنال (به اسپانیایی: Parque Nacional Volcán Arenal) پارکی ملی به مساحت تقریبی ۳۰٬۰۰۰ جریب واقع در ۸۰ مایلی شمال سان خوزه در مرکز کاستاریکا است که آتشفشان‌های آرنال و چاتو را دربرمی‌گیرد.

## مشخصات
پارک ملی آتشفشان آرنال در تاریخ ۶ نوامبر ۱۹۹۱ تأسیس شد. این پارک که از نزدیک دریاچه آرنال شروع می‌شود و مساحتی برابر با ۲۹٬۶۹۲ جریب (۱۲٬۰۱۶هکتار) دارد، خود در درون منطقهٔ حفاظت‌شدهٔ بزرگ دیگری به نام منطقه حفاظت‌شده آرنال به مساحت ۵۰۴٬۰۹۴ جریب (۲۰۴٬۰۰۰ هکتار) واقع شده‌است. فعالترین آتشفشان کاستاریکا به نام آرنال در این پارک و در کرانه‌های شرقی دریاچه آرنال، بزرگترین دریاچهٔ محصور در خشکی کاستاریکا و تأمین‌کنندهٔ ۱۲ درصد از برق این کشور، قرار دارد. آرنال برای ۴۰۰ سال خاموش بود اما ناگهان در سال ۱۹۶۸ فوران کرد و فعالیتش تا سال ۲۰۱۰ ادامه داشت.
در دامنهٔ جنوبی آرنال، آتشفشان خاموش چاتو قرار دارد که تاریخ آخرین فعالیتش به ۳٬۵۰۰ سال پیش برمی‌گردد. در بالای این آتشفشان دهانهٔ چاتو قرار دارد که دریاچه‌ای در آن شکل گرفته‌است. امکان بالارفتن از این کوه برای گردشگران وجود دارد اما با توجه به وجود برخی مواد معدنی موجود در آب این دریاچه، بهتر است از شنا کردن در آن خودداری شود.
دمای هوا در پارک ملی آتشفشان آرنال تحت تأثیر هر دو اقیانوس آرام و اطلس قرار داشته و بین ۲۱ تا ۲۷٫۵ درجهٔ سانتی‌گراد متغیر است. میانگین ریزش باران سالیانه در این منطقه از ۳٬۵۰۰ میلی‌متر تا ۵٬۰۰۰ میلی‌متر گزارش شده‌است.

## پوشش گیاهی و جانوری
جنگل‌های ابری و بارانی پارک ملی آتشفشان آرنال را پوشانده‌اند همچنین گونه‌های گوناگونی از نخل، آناناسیان (از جمله گونهٔ بومی Pitcairnia funkiae)، برگ بو، ارکیده و سرخس در اینجا وجود دارند.
در عین حال وجود رودخانه‌های بسیار، آبشارها و چشمه‌های آب گرم، تنوع جانوری بسیاری را در این پارک به وجود آورده‌است که از جمله این جانوران می‌توان به گوزن، خوک خرطوم‌دراز، میمون جیغ‌زن، میمون صورت‌سفید و مار و پرندگانی از قبیل طوطی، مرغ انجیرخوار و زاغ قهوه‌ای اشاره کرد.